# Vinjefjorden (Nordmøre)
 For alternative betydninger, se Vinjefjorden. (Se også artikler, som begynder med Vinjefjorden)
Vinjefjorden er en lang, smal fjord som strækker sig fra Vinjeøra i Heim kommune i Trøndelag fylke til Aursundet og Valsøyfjorden i Aure i Møre og Romsdal fylke i Norge. Europavej E39 går langs hele sydsiden af fjorden, mens fylkesvei 359 går langs dele af nordsiden.
Det gamle navn fra norrøn tid er Fjalnir.
Officielt strækker den sig fra Vinjeøra i øst og helt ud til Kristiansund i vest. Men på grund af sundene Aursundet, Imarsundet og Sålåsundet i nord og sidefjordene Valsøyfjorden, Skålvikfjorden og Halsafjorden mod syd,  regnes dens slutning ved dens første afstikker, Aursundet.
Vinjefjorden er mest kendt som «Sildefjorden», men der kan fanges både laks, sej og torsk helt op til  20 kg. Den 30. august 2005 slap  850.000 laks ud fra  havdambruget Marine Harvest på Tustna i Møre og Romsdal. Mange af dem gik ind i  Vinjefjorden. 
På nordsiden af den indre del af fjorden ligger  Nordeuropas længste sammenhængende hasselskov op ad fjeldsiden. Vinjefjorden er  19,5  km lang fra Vinjeøra til midt i Aursundet og er op til  224 m dyb. Den officielle Vinjefjorden er ca. 50 km lang og op til  320 m dyb.